# Харденберг (род)
Харденберг (на немски: Hardenberg) е стар долносаксонски благороднически род.
От 1287 г. родът получава замък Харденберг. През 1607 г. те защитават собствеността си с помощта на херцог епископ Хайнрих Юлий фон Брауншвайг. Прародител на всички по-късни линии е Хилдебранд Кристоф фон Харденберг, щатхалтер и от 1682 г. президент на тайната съветническа колегия към Брауншвайг.
Ханс Ернст фон Харденберг и неговите брачни наследници са издигнати на имперски графове от император Йозеф II на 8 март 1778 г. във Виена.
Карл Август фон Харденберг е издигнат на княз през 1814 г. от пруския крал Фридрих Вилхелм III.
- Замък Харденберг (Ньортен-Харденберг)
- Дворец Харденберг (Ньортен-Харденберг)
- Дворец Нойхарденберг
- Комтурай Литцен
- Дворец Обервидерщет

## Личности
- Хилдебранд Кристоф фон Харденберг (1621 – 1682), щатхалтер в Брауншвайг
- Фридрих Август фон Харденберг (1700 – 1768), министер в Хесен
- Карл Август фон Харденберг (1750 – 1822), министър на Прусия
- Георг Филип Фридрих барон фон Харденберг, известен с името Новалис (1772 – 1801), немски писател